# Leopoldo Praxedis Morales
Leopoldo Ricardo Praxedis Morales (* 1953 in Apizaco, Mexiko) ist ein mexikanischer Grafiker.
Er erreichte mit seinen Linolschnitten große Bekanntheit. Seine Werke erinnern zum Teil stark an die Werke von José Guadalupe Posada. Er ist zudem für seinen politischen Aktivismus bekannt. Seine Werke werden dauerhaft in der Pinakothek in Colima ausgestellt.
Er gehörte von 1974 bis zu seinem Ausschluss im August 1981 zum mexikanischen Grafiker-Kollektiv Taller de Gráfica Popular. Von 1977 bis 1989 unterrichtete er Kunsterziehung in der Abteilung für Zeichnen beim Instituto Nacional de Bellas Artes.
1990 hatte er eine Einzelausstellung im Saal 9 des Palacio de Bellas Artes in Mexiko-Stadt. In Nicaragua war er 1994 Mitgründer des Künstlerkollektivs Grupo de Vagoni.
Um die 14 Drucke aus dieser Zeit sind in der Sammlung Taller de Gráfica Popular der Bancroft Library der University of California, Berkeley enthalten.